# 連四紙
連四紙，又名连泗纸、连史纸，纸质较厚者又称为海月纸，中國紙名，始创于中唐，宋元时已颇具名声，製造地為中國江西省鉛山縣，為中國國家級非物質文化遺產。
旧时贵重书籍、碑帖、契文、书画、扇面等多用之。书画家、鉴藏家欣赏它独特的品质韵味，许多字画、印谱、拓本依托它得以传世，如《十七史》、商务印书馆出版的《四库全书珍本初集》等即用此纸印制的。
1994年，鉛山縣漿源村連四紙停產，這項造紙術面臨失傳危機。2006年，連四紙被列入國家級非物質文化遺產，才起死回生。連四紙也成為西泠印社和中國國家圖書館印刷古籍的專門供應商。

## 现状
据连史纸的非遗传承人邓金坤所言，客家地区自宋代便开始造纸，明代后期，姑田镇利用竹丝天然漂白工艺结合连城捞纸法，研究出连史纸；民国时期，姑田镇有480个纸槽，上万人从事造纸行业，但现今仅剩美玉堂的几个纸槽，其所售纸张用于古籍修复领域与纂刻领域。

## 記載
- 宋应星《天工开物·造皮纸》：“其次曰连四纸，连四中最白者曰红上纸。”
- 徐弘祖《徐霞客游记·粤西游日记二》：“盖此中无纸，前因司道檄县属僧道擕纸来巖拓《元祐党籍》，余转市其连四陆张。”
- 文震亨《长物志·器具》：“近吴中洒金纸、松江潭笺俱不耐久，涇县连四最佳。”
- 《醒世姻缘传》第七回：“衙门上传梆，递进一角兵备道的文书来。拆开看时，里面却是半张雪白的连四纸，翠蓝的花边，焌黑的楷书字[3]。”
- 《辞源》：“原料用竹。白，质细，经久色质不变。旧时，凡贵重书籍、碑帖、契文、书画、扇面等多用之。产江西、福建，尤以江西铅山县所产为佳。”

## 製程
“片纸不易得，措手七十二”。連四紙的製作工序繁複，有七十多道。连四纸的原料是毛竹嫩竹竿，據製紙人章仕康說：「連四紙採用竹漿，必須是毛竹的嫩竹部分，砍竹時間在立夏前後嫩竹將要長出兩對芽葉的時候，早或晚都不行。從砍竹到成品，要經過多次生物發酵、天然漂白等工序，一張好紙至少要花費一年時間才能做好。」纸料需经过几个月日晒雨淋而自然漂白。生产周期一年。制造过程的技术关键一是水质，凡冲、浸、漂、洗所接触的水均不能有任何污染，须采用当地泉水；二是配药，药系采用水卵虫树制成。